# Theodoros Skutariotes
Theodoros Skutariotes (řecky Θεόδωρος Σκουταριώτης) (narozen okolo 1230) byl byzantský kněz a úředník za vlády Michaela VIII. Palaiologose (vládl 1259–1282). Nejprve působil jako jáhen ve funkci Epi ton deeseon (ten, který měl na starosti petice). V roce 1270 byl jmenován jako dikaiophylax (nižší soudce). Pro Michaela VIII. pracoval jako velvyslanec u papeže. Od roku 1277 až do svého svržení v roce 1282 zastával funkci metropolity v Kyziku.
Německý historik A. Heisenberg jej spojuje s anonymním autorem kroniky dochované v knihovně sv. Marka v Benátkách, která začíná stvořením světa a končí v roce 1261. Tato kronika je zvláště ceněná pro její dodatky o Georgiovi Akropolitovi, jenž ve 13. století zastával v Byzantské říši významnou roli.